# Genuakonferensen

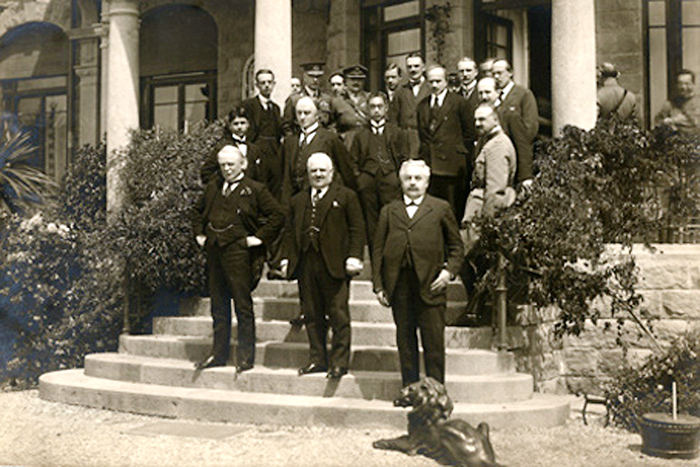
Deltagare i Genuakonferensen, Lloyd George syns i främre raden till vänster.

Genuakonferensen var en allmän europeisk konferens för överläggning om Europas ekonomiska återuppbyggande, vilken hölls i Genua 10 april-19 maj 1922. 
Beslut om inbjudan till konferensen fattades på en interallierad konferens i Cannes januari samma år, och där antogs även allmänna riktlinjer för konferensens arbete (de så kallade Cannes-resolutionerna). Den egentlige initiativtagaren till konferensen var brittiske premiärministern David Lloyd George, som i Cannes vunnit franske konseljpresidenten Aristide Briand för sin idé, men sedan den sistnämnde efterträtts av Raymond Poincaré, överenskom denne vid möte i Boulogne (25 februari) med Lloyd George om, att på Genuakonferensen diskussion ej fick förekomma om Versaillesfreden eller skadeståndsfrågan. Till konferensen sände de flesta staterna sina premiärministrar, men Poincaré kom ej själv, utan ställde i spetsen för franska delegationen justitieministern Louis Barthou. Tyskland företräddes av bland andra rikskanslern Joseph Wirth och utrikesministern Walther Rathenau, ryska delegationens chef var utrikesministern Georgij Tjitjerin, Sveriges förste delegerade dåvarande statsministern Hjalmar Branting. 
Det direkta positiva resultatet av konferensarbetet blev ytterst litet. De officiella sammanträdena i kommissioner och plenum var föga mer än formaliteter, de verkliga förhandlingarnas tyngdpunkt var förlagd till enskilda överläggningar inom en trång krets av mestadels stormaktsombud. 
Stort uppseende väckte avslutandet 16 april av ett freds- och ekonomiskt fördrag i Rapallo mellan Tyskland och Ryssland, vilka stater där slöt definitiv fred, ömsesidigt avstod från alla ersättningsanspråk i samband med första världskriget och överenskom om de diplomatiska förbindelsernas återupptagande. Denna tyska separataktion föranledde, att Tysklands delegerade därefter avstängdes från de konferensförhandlingar, som gällde förhållandet till Ryssland. Dessa förhandlingar utmynnade i en not, i vilken övriga makter i allmänna drag angav sina villkor för biträde vid återuppbyggnadsarbetet i Ryssland, varvid de särskilt påyrkade sovjetryskt erkännande av Rysslands utländska skuld och ersättning åt utlänningar för den egendom i Ryssland de förlorat genom konfiskationsåtgärder o.s.v. efter ryska revolutionen. De ryska ombuden, som tidigare framkommit med vittgående anspråk på de jure-erkännande, utländska krediter m.m. och samtidigt visat föga eftergivenhet i skuld- och ersättningsfrågorna, avgav ett svar, som möjliggjorde, att hithörande frågor hölls öppna genom beslut om nya överläggningar mellan finanssakkunniga i Haag. 
Om det finansiella återuppbyggandet, ömsesidiga transportlättnader o.s.v. antogs några mycket allmänt hållna resolutioner, varjämte de i konferensen deltagande staterna på Lloyd Georges förslag förband sig att för en tid av åtta månader framåt avstå från alla aggressiva handlingar och all omstörtande propaganda mot varandra. Dessa konferensbeslut förmådde ej överskyla torftigheten av hela förhandlingsresultatet, och konferensens egentliga betydelse blev indirekt, nämligen att den var den första stora internationella församling efter första världskriget och ryska revolutionen, där Tyskland och Ryssland på fullt jämlika villkor med övriga stater fick tillträde till förhandlingarna.